# 戈羅季列齊
51°9′58″N 24°38′45″E / 51.16611°N 24.64583°E
戈羅季列齊（烏克蘭語：Городилець），是烏克蘭的村落，位於該國西部沃倫州，由科韋利區負責管轄，面積1.65平方公里，海拔高度172米，2001年人口307，人口密度每平方公里186.51人。